# Mariana Pacheco
Mariana António Pacheco (Lisboa, 11 de março de 1992) é uma atriz portuguesa.

## Biografia e carreira
Mariana Pacheco, nasceu no dia 11 de março de 1992, em Lisboa.
Estreou-se na telenovela da SIC O Jogo, em 2003, com 11 anos de idade. Em 2005, integrou o elenco fixo da série Morangos com Açúcar, no papel de Teresinha, na TVI.
Em 2006, participou no I Festival da Canção Júnior onde cantou o tema "Só eu sei (o que quero)".
Nos anos seguintes, fez participações especiais em O Bando dos Quatro (2006), Floribella (2007/2008) e Dancin' Days (2012). Em 2013, entrou para o elenco principal da série Bem-Vindos a Beirais, da RTP1, que foi exibida até 2016.
Em 2015, integrou o elenco da telenovela da SIC Coração D'Ouro, pela primeira  vez como antagonista, no papel de Catarina Ferreira. A sua personagem é uma vilã que mata o avô para ficar com a sua herança.
Em maio de 2017, integrou o elenco da telenovela da SIC Espelho d'Água, como protagonista, no papel de Rita Faria. Nesse ano foi nomeada para os Globos de Ouro, na categoria de ''Revelação do Ano'', tendo sido vencedora.
Em setembro de 2018 integrou o elenco de  Alma e Coração, telenovela da SIC, sendo a sua personagem chamada Maria do Carmo Macedo.
Em 2018 Mariana Pacheco foi uma das embaixadoras do festival de verão Super Bock Super Rock, onde participa no tributo a Zé Pedro dos Xutos & Pontapés.
Em 2020, Mariana juntou-se ao elenco da 4ª Temporada da série da SIC, Golpe de Sorte. Ainda em 2020, Mariana Pacheco é um dos nomes confirmados para a novela da SIC Amor Amor, onde interpreta "Cátia", que estreou em janeiro de 2021.
Teve a sua primeira experiência na apresentação em 2021, ao apresentar uma das emissões de Estamos em Casa (SIC), a convite de Daniel Oliveira.
Também aposta na carreira de cantora nos teatros musicais e espera lançar um álbum, o que se concretizou em 2023, ao lançar a música Dor de Amar, ao lado de SYRO, seu namorado. No mesmo ano protagoniza no Teatro da Trindade a peça Sonho de Uma Noite de Verão, encenada por Diogo Infante.
Em 2024 lançou a sua primeira música a solo, Barco vazio. Em novembro do mesmo ano lança o single Mal-Viver.

## Vida pessoal
A atriz namora com o cantor SYRO, desde 2022. No dia 15 de outubro de 2024, os artistas tiveram o seu primeiro filho, Amadeo.

## Televisão
| Ano         | Projeto                 | Papel                              | Notas                   | Canal |
| ----------- | ----------------------- | ---------------------------------- | ----------------------- | ----- |
| 2004 - 2006 | O Jogo                  | Ana Maria «Aninhas» Ferreira Costa | Elenco infantil         | SIC   |
| 2005 - 2006 | Morangos com Açúcar     | Teresa «Teresinha» Oliveira        | Elenco infantil         | TVI   |
| 2006        | O Bando dos Quatro      | Vera                               | Participação Especial   | TVI   |
| 2007        | Floribella              | Zulmira Correia                    | Elenco Principal        | SIC   |
| 2012        | Dancin' Days            | Vanessa                            | Elenco Adicional        | SIC   |
| 2013 - 2016 | Bem-Vindos a Beirais    | Tânia Pedroso                      | Elenco Principal        | RTP1  |
| 2015 - 2016 | Coração d'Ouro          | Catarina Ferreira                  | Antagonista             | SIC   |
| 2017 - 2018 | Espelho d'Água          | Rita Faria                         | Protagonista            | SIC   |
| 2018 - 2019 | Alma e Coração          | Maria do Carmo Macedo              | Elenco Principal        | SIC   |
| 2019        | Um Desejo de Natal      | Alice Costa                        | Protagonista            | SIC   |
| 2020        | A Máscara               | Borboleta                          | Concorrente             | SIC   |
| 2020        | Golpe de Sorte IV       | Rubi Ferraz                        | Co-Antagonista          | SIC   |
| 2021 - 2022 | Amor Amor               | Cátia Alexandra Sousa              | Elenco Principal        | SIC   |
| 2021        | Regresso ao Futuro      | Ela Própria                        | Cantora Residente       | SIC   |
| 2021        | Estamos em Casa         | Ela Própria                        | Apresentadora           | SIC   |
| 2022        | Praxx                   | Sara                               | Elenco Principal (OPTO) | SIC   |
| 2022 - 2023 | Sangue Oculto           | Patrícia Pereira de Mello          | Co - Antagonista        | SIC   |
| 2023        | O Clube (4.ª temporada) | Diana                              | Protagonista (OPTO)     | SIC   |
| 2024        | O Clube (5.ª temporada) | Diana                              | Protagonista (OPTO)     | SIC   |
| 2024 - 2025 | Senhora do Mar          | Flávia Assunção                    | Elenco Principal        | SIC   |
| 2025        | Vitória                 | Gabriela                           | Elenco Principal        | SIC   |

## Cinema
| Ano  | Filme                       | Papel            | Género         |
| ---- | --------------------------- | ---------------- | -------------- |
| 2012 | Deste Lado da Ressurreição  | Mariana          | Curta-Metragem |
| 2018 | Asas Pelos Ares             | Ping             | Animação       |
| 2019 | Trouble: Aventura na Cidade | Clara            | Animação       |
| 2019 | Dimensão S                  | Fada Vitamina    | Infantil       |
| 2020 | Amadeo                      | Marie Laurencin  | Biográfico     |
| 2020 | Bayala                      | Ophira           | Animação       |
| 2021 | Meu Querido Monstro         | Princesa Bárbara | Animação       |
| 2021 | Encanto                     | Luísa            | Animação       |

## Musicais
| Ano         | Musical                   | Papel           | Produção                    |
| ----------- | ------------------------- | --------------- | --------------------------- |
| 2016 - 2018 | Quase Normal              | Natalie Goodman | Artfeist                    |
| 2018        | 74.14 - 40 Anos de Música | Ela própria     | Artfeist                    |
| 2018        | O Principezinho           | Rosa            | Universal Music Portugal SA |
| 2018        | Let The Sunshine In       | Ela própria     | Artfeist                    |
| 2018 - 2019 | White Christmas           | Ela própria     | Artfeist                    |
| 2019        | Oiçam Oitentamente        | Ela própria     | Artfeist                    |
| 2020        | Espero-te Bem             | Susana Reis     | Gerador                     |
| 2020        | cLock Down                | Lady Sadness    | Drag Taste                  |

## Teatro
| Ano  | Peça                        | Papel        | Notas                                                         |
| ---- | --------------------------- | ------------ | ------------------------------------------------------------- |
| 2023 | Sonho de Uma Noite de Verão | Protagonista | Exibida no Teatro da Trindade, com encenação de Diogo Infante |

## Discografia
- Dor de Amar, com SYRO (2023)[16]
- Barco Vazio (2024)[17]
- Mal-Viver (2024)[18]